# Multimedia PC
Multimedia PC – historyczny standard określający minimalną konfigurację sprzętu dla komputerów zawierających napęd CD-ROM.
Standard został ustanowiony przez „Multimedia PC Marketing Council”, grupę roboczą Software Publishers Association, która obejmowała m.in. Microsoft, Creative Labs, Dell, Gateway i Fujitsu. Jego celem była standaryzacja wymagań sprzętowych w sytuacji, gdy producenci stosowali rozmaite rozwiązania.
Ukazały się trzy kolejne specyfikacje MPC – MPC Level 1 w 1990 r., MPC Level 2 w 1993 r. i MPC Level 3 w 1996 r. Przykładowo, standard Level 3 obejmował:
- procesor Pentium 75 MHz,
- 8 MB RAM,
- dysk twardy 540 MB,
- system wideo wyświetlający 352x240 pikseli, 30 klatek na sekundę, 15-bitowy kolor,
- zgodność z MPEG-1,
- 4x CD-ROM z szybkością wyszukiwania poniżej 250 milisekund,
- karta dźwiękowa 44 kHz, 16-bit,
- Windows 3.11.

Program był w zasadzie mało udany i pojawiało się niewiele sprzętu i oprogramowania z etykietą MPC. Pod koniec lat 90. zainteresowanie tym standardem zanikło, aczkolwiek problem standardu w dalszym ciągu istnieje, szczególnie w okresie gwałtownego wzrostu zainteresowania sprzętem zdolnym do obsługi nowoczesnych gier trójwymiarowych, gdzie poszczególne karty graficzne oferują bardzo zróżnicowane cechy i możliwości.